# Petrella Tifernina
Petrella Tifernina är en ort och kommun i provinsen Campobasso i regionen Molise i Italien. Kommunen hade 1 118 invånare (2018).